# 平和城隍庙
平和城隍庙，位于中国福建省漳州市平和县九峰镇。2001年1月20日公布为第五批福建省文物保护单位，类型为古建筑。2013年3月5日公布为第七批全国重点文物保护单位。
平和城隍庙的历史年代为清代。